# مجد العتيبي
مجد فهد غالب العتيبي (مواليد 4 ديسمبر 2006) هي لاعبة كرة قدم سعودية تلعب في مركز مدافعة لصالح الدوري السعودي الممتاز للسيدات مع نادي الهلال.

## المسيرة مع الأندية
بدأت العتيبي لعب كرة القدم في سن السادسة أثناء دراستها في سيدار سيتي، قبل أن تعود إلى السعودية للعب مع نادي اليمامة خلال موسم 2022/23 من الدوري السعودي الممتاز للسيدات.
في أغسطس 2023، أُرسلت العتيبي إلى أكاديمية آي إم جي في الولايات المتحدة بواسطة الاتحاد السعودي لكرة القدم ضمن مشروعه للاستثمار في المواهب الشابة وتمكين جيل لتحقيق إنجازات مستقبلية في الرياضة السعودية.
في 28 سبتمبر 2024، نجحت العتيبي في صناعة هدف للمهاجمة الغانية مافيس أوسو، حيث فاز فريقها الهلال على نادي إيسترن فليمز بنتيجة (4-0) ضمن الدوري السعودي الممتاز للسيدات 2024-25.

## المسيرة الدولية
في يناير 2023، حققت العتيبي أول لقب دولي لها مع المنتخب السعودي للسيدات، في بطولة اتحاد جنوب آسيا الدولية الودية للسيدات 2023 في الخبر.
في فبراير 2023، اختيرت العتيبي للانضمام إلى المنتخب السعودي تحت 17 سنة لخوض مباراتين وديتين أمام الكويت.
في مارس 2023، ومع المنتخب تحت 20 سنة، اختارت المدربة بولين هاميل العتيبي للعب أمام منتخب موريتانيا تحت 20 سنة للسيدات في مباراتين وديتين، محققةً أول انتصار دولي (3–0) في جدة.

## الحياة الشخصية
تلعب شقيقتها، نجد العتيبي، كرة القدم في الدوري السعودي الممتاز للسيدات ودوري الدرجة الأولى السعودي للسيدات.